# Tambja eliora
Tambja eliora is een slakkensoort uit de familie van de Polyceridae. De wetenschappelijke naam van de soort is voor het eerst geldig gepubliceerd in 1967 door Er. Marcus & Ev. Marcus.